# Sibylla Deen
Sibylla Deen (ur. 12 listopada 1982 w Sydney) – australijska aktorka, która wystąpiła m.in. w serialach Tyran, Tutanchamon i Ostatni okręt.

## Filmografia

### Filmy
| Rok  | Tytuł        | Rola              | Uwagi                |
| ---- | ------------ | ----------------- | -------------------- |
| 2014 | Jinn         | piękna dziewczyna | nieuwzgl. w napisach |
| 2017 | Lies We Tell | Amber             |                      |
| 2018 | Desolate     |                   |                      |

### Telewizja
| Rok       | Tytuł                | Rola             | Uwagi                |
| --------- | -------------------- | ---------------- | -------------------- |
| 2003      | Comedy Inc.          | Bachelorette     | 1 odc.               |
| 2003      | Zatoka serc          | Amber            | 1 odc.               |
| 2011      | Bananowy doktor      | Barmanka         | 1 odc.               |
| 2014      | Taxi Brooklyn        | Tamina           | 1 odc.               |
| 2014–2016 | Tyran                | Nusrat Al-Fayeed | w gł. obsadzie       |
| 2015      | Tutanchamon          | Ankhe            | miniserial; gł. rola |
| 2017      | Ostatni okręt        | Lucia            | 8 odc.               |
| 2019      | The I-Land           | Blair            | miniserial; 7 odc.   |
| 2021      | Wampiry: Dziedzictwo | Andi             | 1 odc.               |